# José de Jesús Ortíz y Rodríguez
José de Jesús Ortíz y Rodríguez (ur. 28 listopada 1849 w Pátzcuaro, zm. 19 czerwca 1912 w Guadalajarze) – meksykański duchowny rzymskokatolicki, biskup Chihuahua i arcybiskup guadalajarski.

## Biografia

### Młodość i prezbiteriat
Urodził się w rodzinie pułkownika armii meksykańskiej. Ukończył fizykę, a następnie był jej nauczycielem. Później wyjechał do stolicy, gdzie w 1870 ukończył studia prawnicze. Praktykował jako prawnik oraz był nauczycielem fizyki w seminarium w Morelii. Następnie wstąpił do seminarium. 25 lipca 1876 otrzymał święcenia diakonatu, a 25 marca 1877 prezbiteriatu i został kapłanem archidiecezji Michoacán. Pracował kolejno jako wykładowca prawa kanonicznego w seminarium, wicerektor seminarium i wikariusz generalny archidiecezji.

### Episkopat
15 czerwca 1893 papież Leon XIII mianował go biskupem Chihuahua. 10 września 1893 w katedrze w Morelii przyjął sakrę biskupią z rąk arcybiskupa michoacáńskiego José Ignacio Árciga Ruiza de Cháveza. Współkonsekratorami byli biskup Querétaro Rafael Sabás Camacho y García oraz biskup Tlaxcali Francisco Melitón Vargas y Gutiérrez.
Ingres odbył 3 października 1893. Był pierwszym biskupem tej nowoutworzonej diecezji, toteż musiał zając się jej organizacją – powołał urzędy diecezjalne oraz rozpoczął tworzenie seminarium duchownego, które za jego rządów nie zostało w pełni zabezpieczone, tak naukowo jak i finansowo. Objechał liczącą 250 000 mieszkańców i 245 000 km2 diecezję, docierając również do trudno dostępnych, prowincjonalnych parafii. Polemizował z antyklerykalnymi władzami świeckimi, które ograniczały działalność kościelną.
16 września 1901 ten sam papież mianował go arcybiskupem guadalajarskim. Ingres odbył 4 stycznia 1902.
W obu swoich diecezjach założył szkoły i gazety katolickie (w Chihuahua również drukarnię), wspierał także niezależne media katolickie. Będąc pod wpływem encykliki Rerum novarum Leona XIII, wpierał najuboższą ludność zarówno charytatywnie jak i przez umożliwienie jej awansu społecznego oraz dążenie do poprawy warunków życia robotników. W Guadalajarze założył Stowarzyszenie Robotników Katolickich. W Guadalajarze udało mu się znormalizować stosunki z władzami świeckimi.
Arcybiskupem guadalajarskim był do śmierci 19 czerwca 1912.